# リサーチャーリサ子
リサーチャー リサ子（リサーチャー リサこ）は、日本のテレビ番組リサーチャー、フリーライター。1998年よりテレビ番組・映画制作の「調べ物」を担当。ドキュメンタリー、バラエティの人物取材、ドラマの時代考証、歴史番組の文献リサーチなど。2007年4月より「日経エンタテインメント!」で「リサーチャーリサ子が見た! 業界のお値段」を連載中。